# Štasova
Štasova (nemško Stossau) je naselje v Občini Straja vas v Okraju Beljak-dežela na Koroškem v Avstriji.